# Ян Непомук (икона с Траб)
Ян Непомук — икона из костёла в агрогородке Трабы Ивьевского района Гродненской области, написанная в 1732 году. Хранится в коллекции Музея древнебелорусской культуры (инв. КП-344, Ж-84). Размер иконки 93 × 75,5 см .93 × 75,5 см.

## Описание

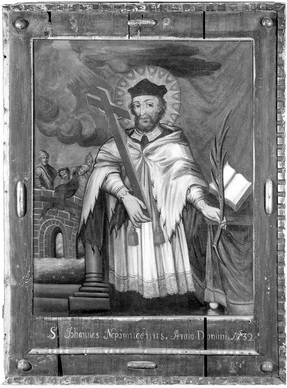
Икона в оригинальной раме с латинской надписью

Образ святого Яна Непомука написан на холсте масляными красками, который был прикреплен к доске, обрамленной в узкую деревянную резную раму. Во время реставрации полотно было снято с деревянного щита и натянуто на подрамник. И надпись на латыни «S. Iohannes Nepomucenus. Anno Domini 1732», что указывает на дату создания иконы, осталась на прежнем прочном основании. Рамка с вышеуказанной надписью от иконы «Ян Непомук» была найдена в хранилище музея.